# William Ramsay
Sir William Ramsay, škotski kemik, * 2. oktober 1852, Glasgow, Škotska, † 23. julij 1916, High Wycombe, Buckinghamshire, Anglija.

## Življenje in delo
Ramsay se je rodil očetu Williamu Ramsayu in materi Catherine, rojeni Robertson. Bil je nečak geologa sira Andrewa Ramsaya.
Od leta 1880 do 1887 je bil profesor v Bristolu in med letoma 1887 in 1912 v Londonu. 
Po prvih delih na področju organske kemije (sinteza), se je posvetil fizikalni kemiji. Raziskoval je toplotne lastnosti trdih in tekočih snovi. Prvi je ugotovil nastanek enega elementa iz drugega (helija iz radona) in tako dokazal Rutherford-Soddyjevo domnevo o radioaktivnem razpadu. Pomembne so njegove raziskave žlahtnih plinov. Odkril je ali je sodeloval pri odkritju žlahtnih plinov od helija in argona do radona. Leta 1894 je skupaj z lordom Rayleighom odkril radon, leta 1895 helij, leta s Traversom kripton, neon in ksenon, leta 1905 je odkril torij. Pri delu z radijem je bil izpostavljen močnemu radioaktivnemu sevanju, zbolel je za rakom in temu tudi podlegel.
Žlahtnim plinom je tudi določil mesto v periodnem sistemu.
Leta 1904 je prejel Nobelovo nagrado za kemijo.

## Dela
- Atmosferski plini (Gases of the Atmosphere),
- Sodobna kemija (Modern Chemistry).